# (600217) 2011 QY100
(600217) 2011 QY100 è un oggetto transnettuniano. Scoperto nel 2010, presenta un'orbita caratterizzata da un semiasse maggiore pari a 174,508145 UA e da un'eccentricità di 0,887877, inclinata di 26,235631° rispetto all'eclittica. Ha un diametro stimato in 127 km. In senso lato si può anche considerare un centauro, vista la sua elevata eccentricità che lo porta a orbitare tra Giove e Nettuno per parte della sua orbita.